# Strisce giornaliere di Topolino
Le strisce a fumetti di Topolino vennero prodotte dal 1930 al 1995 e pubblicate giornalmente, tranne la domenica, sui quotidiani statunitensi fino al 2003.

## Storia editoriale
La pubblicazione delle prime strisce a fumetti di Topolino iniziò nel gennaio 1930 sceneggiate da Walt Disney,  disegnate da Ub Iwerks e ripassate a china da Win Smith che, da febbraio a maggio dello stesso anno, prese il posto di Iwerks realizzando anche i disegni a matita; dopo le sue dimissioni venne incaricato Floyd Gottfredson, il quale avrebbe dovuto occuparsene solo per qualche settimana ma finì per realizzarle fino al 1975, per oltre 45 anni. Inizialmente Gottfredson realizzò anche le sceneggiature ma a partire dal 1932 e fino al 1943 decise di limitarsi a realizzare i soggetti e i disegni affidando le sceneggiature ad altri autori come Ted Osborne e Merril De Maris; a partire dal 1943, con l'avvento di Bill Walsh come soggettista e sceneggiatore, Gottfredson si occupò dei soli disegni. Nonostante non fossero quindi più opera di Disney, le strisce continuavano a riportare la sua firma inducendo a far pensare che fossero disegnate da lui. Fino a quando negli anni quaranta non si ebbe la grande diffusione dei comic book, ovvero gli albi a fumetti, le strisce costituirono la stragrande maggioranza delle storie di Topolino. Inizialmente gli stessi albi a fumetti non pubblicavano storie inedite ma ristampavano storie già pubblicate sui quotidiani.
Nel primo periodo, dal 1930 al 1955, le strisce giornaliere, salvo brevi periodi, non erano auto-conclusive ma formavano lunghe storie che potevano essere costituite anche da un centinaio di strisce ed essere anche collegate tra di loro; dal 1946 al 1947 invece le storie costituite da più sequenze di strisce furono impostate su gruppi di dodici strisce - corrispondenti a due settimane di pubblicazione - per permettere ai giornali interessati alla pubblicazione di un ciclo di storie dall'inizio, di non dover attendere mesi. Dal 1947 questo limite fu tolto e si tornò a realizzare storie di lunghezza variabile fino al 1955 quando le strisce furono solo auto-conclusive (fino almeno al 1990).
L'ultima striscia realizzata da Gottfredson fu quella del 15 novembre 1975; da allora vennero realizzate da Román Arámbula, un artista definito mediocre dal critico Becattini, fino al gennaio 1990. Fanno eccezione due settimane di strisce dell'ottobre 1982, disegnate da Carson Van Osten (matite) e Steve Steere (chine) al posto di Arambula per uno sciopero dello Studio Disney.
Dal gennaio 1990 le strisce vennero prodotte dal King Features Syndicate che, tra il 1990 al 1995, distribuisce per la pubblicazione ristampe di strisce autoconclusive di Arambula alternate a nuove storie brevi di qualche decina di strisce, sceneggiate da vari autori tra cui Floyd Norman, Alex Howell, Colette Bezio, Gary Whitney e Mike Fry e disegnate da Alex Howell, Rick Hoover, T. Lewis. Le nuove storie (tra cui Goofy the Genius, ispirata a Pippo cervello del secolo del 1955) «non sono davvero granché» secondo Alberto Becattini, però hanno il pregio di far apparire nelle strisce Spennacchiotto e i perfidi scienziati di Topolino e Orazio nel castello incantato (1932). Nel 1994 vennero inoltre realizzati tre remake di celebri storie di Gottfredson: Topolino e Orazio nel castello incantato (1932), Le avventure eroicomiche di Topolino aviatore (1933) e Topolino e il mistero di Macchia Nera (1939). Dal 1995 e fino al 2003 vennero pubblicate solo ristampe di strisce autoconclusive di Arámbula alternate alle brevi storie a strisce realizzate dal 1990 al 1995.

## Cicli di storie

### Storie comiche (1930-1931)
Le strisce degli esordi sono a carattere prevalentemente comico, con un Topolino che riprende il personaggio dei cartoni animati. Si muove in una cittadina ferma a uno stadio rurale e la sua attività principale sembra quella di litigare, bighellonare e attaccar briga come in Topolino contro il gatto Nipp o in Topolino e il bel gagà.
Il primo ciclo di strisce, Topolino nell'isola misteriosa, è una serie di gag priva di una trama vera e propria, ispirate ai corti L'aereo impazzito (1928) e Topolino nella jungla (1929). Topolino tenta di emulare le imprese dell'aviatore Lindbergh; in seguito finisce su un'isola. Segue poi la sequenza di strisce che costituiscono la seconda storia, Topolino nella valle infernale, nella quale debutta Pietro Gambadilegno insieme a Lupo, un avvocato senza scrupoli che vuole impossessarsi della miniera dello zio di Minni. Nella successiva sequenza di strisce, Topolino e il bel gagà, credendo che Minni si fosse fidanzata con Felice, Topolino tenta invano più volte il suicidio In realtà Felice è il capo di una banda di ladri di uova che commette furti ai danni della stessa famiglia di Minni al fine di costringerla a sposarlo ricattandone la famiglia. Quando Topolino riesce a infiltrarsi nella banda al fine di dimostrare la colpevolezza di Felice, tra lui e Sgozza (Butch), uno dei membri della banda di Felice, nasce una amicizia grazie alla quale Topolino riesce a far incriminare Felice dei furti di uova.
Segue Topolino in guerra col Gatto Nip, dove il protagonista entra in contrasto con Nipp il gatto, e dopo una lunga sequenza di scontri ha la meglio costringendolo a scappare. Poi, in Topolino vince Spaccafuoco (1931), lo Sgozzatore, detto Sgozza, in carcere per aver preso parte ai furti con Felice, riesce a evadere e aiuta Topolino a vincere un incontro di pugilato contro Spaccafuoco (Creamo Catnera). Nella storia successiva Topolino si reca in prigione e riesce a convincere le autorità a concedere la grazia a Sgozza. Il rozzo Sgozza comincia dunque a vivere con Topolino, il quale tenta di insegnargli le buone maniere e di introdurlo finanche nell'alta società, anche se con alterni successi. Sgozza divenne così di fatto la prima spalla di Topolino. A un certo punto Topolino comincia a ricevere numerose lettere dai suoi ammiratori che gli richiedono una foto. Topolino decide di acconsentire alle loro richieste e incarica un fotografo di scattargli una foto. Dopo vari tentativi andati a vuoto, vi riesce ma si rende conto che nella foto compare anche Sgozza sullo sfondo. Dopo aver terminato di spedire le foto ai lettori, Topolino e Sgozza vengono ingaggiati in un circo. Questa fu però l'ultima apparizione nelle strisce di Sgozza, che scompare senza preavviso dalla narrazione dopo le prime strisce. Al termine di questa avventura, avviene l'esordio di Pluto, un cane randagio che Topolino incontra per strada e che decide di portare a casa.

### Storie avventurose (1932-1942)
Dal 1932 le storie diventano più avventurose. In Topolino e i due ladri, ad esempio, Gambadilegno e Lupo rubano il denaro destinato agli orfani e del furto vengono accusati Topolino e Orazio. Questi viene processato e condannato mentre Topolino riesce a fuggire e si mette alla ricerca dei due veri ladri riuscendo ad acciuffarli e a consegnarli alla giustizia, salvando così Orazio dal linciaggio. Nella successiva Topolino e i pirati, vengono introdotti nuovi personaggi come il capitano Mastrorocco, sua moglie e il gorilla Spettro; Topolino viene incaricato dalla moglie di Mastrorocco, scomparso in una spedizione molti anni prima, di ritrovare un tesoro su un'isola di cui ella ha una mappa; Topolino e Minni salpano alla ricerca del tesoro ma Gambadilegno e Lupo, evasi e camuffati, si sono infiltrati nell'equipaggio e riescono a farlo ammutinare. Topolino, abbandonato su una scialuppa in balia alle onde insieme a Spettro, un gorilla, riesce comunque a raggiungere l'isola. Successivamente, grazie a Spettro e a Shakespeare, un vecchio idolatrato dai cannibali, riesce a sgominare i due delinquenti. Shakespeare, a causa di un colpo in testa, recupera la memoria rivelando di essere il capitano Mastrorocco. Trovato il tesoro, Topolino, Minni, Mastrorocco e Spettro ritornano a casa. Con l'ultima storia del 1932, Topolino e Orazio nel castello incantato, i toni diventano ancora più drammatici e avventurosi: Topolino e Orazio fronteggiano tre scienziati che hanno inventato un raggio in grado di cambiare la personalità e usano come cavia Orazio ma verranno sconfitti da Topolino che usa il raggio contro di loro.
Nelle storie successive, spesso ispirate ai cortometraggi dell'epoca, continuano a essere introdotti nuovi personaggi. Topolino all'epoca viene caratterizzato come vivace e irrequieto, sempre alla ricerca dell'avventura, nonché ottimista e sempre disposto ad aiutare il prossimo. In Le prodezze di Topolino aviatore (1933), decide di seguire dei corsi all'aeroporto di Topolinia per conseguire il brevetto di aviatore; in tale storia esordiscono il colonnello Setter, che insegna a Topolino come si guida un aereo, e il meccanico Musone. Ben presto compare una nuova minaccia, il Ragno Nero, che ruba gli aerei mentre sono in volo e ne rapisce gli equipaggi; si scoprirà che in realtà è un complesso dirigibile comandato da Gambadilegno e Lupo, intenzionati a conquistare il mondo. Alla fine i due malfattori verranno assicurati alla giustizia da Topolino, che si congeda dall'aviazione. Setter comparirà anche in alcune delle storie successive, affidando diverse missioni a Topolino, anche come agente segreto. Nella storia successiva, Topolino e Piedidolci, cavallo da corsa, Topolino viene truffato ingaggiando ingenuamente un cavallo brocco di nome Piedidolci che era stato fatto passare per un campione, ma, nonostante gli insuccessi iniziali, riesce a vincere una gara di ippica proprio cavalcando il presunto "brocco". Segue Topolino poliziotto e Pippo suo aiutante (1933-1934), giallo in cui esordisce Pippo nel ruolo inedito di spalla. In questa storia Topolino, insieme a Pippo, indaga su due casi, quello dei falsari e quello dei furti di capelli, scoprendo che sono intimamente correlati tra loro (i falsari rubavano capelli per usarli come materiale per produrre banconote false). Da ora in poi Pippo diventerà la spalla privilegiata di Topolino, anche se continueranno ad essere usati occasionalmente in tale ruolo Minni, Orazio, Paperino (con Pippo, ricomponendo così il trio dei cartoni dell'epoca) e Musone.
Nella storia successiva, Topolino contro il pirata e contrabbandiere Gambadilegno, Pietro compare per la prima volta da solo senza Lupo. Il capitano Setter affida a Topolino il compito di portare i viveri per aereo a una popolazione isolata dalla neve, e questi parte con Minni, ma poi l'aereo si schianta su una nave appartenente ai contrabbandieri capitanati da Gambadilegno. Topolino e Minni vengono fatti prigionieri da Pietro, che vorrebbe sposare Minni. Topolino gli obietta che il capitano di una nave è il solo a bordo che può celebrare il matrimonio ma non può nemmeno celebrare il matrimonio di sé stesso, e che l'unico modo per risolvere il problema è che Gambadilegno nomini temporaneamente Topolino capitano in modo che quest'ultimo possa celebrare il matrimonio. Non appena nominato capitano della nave da Gambadilegno (che casca nella trappola), Topolino ne approfitta per far arrestare Pietro dal suo stesso equipaggio (che obbedisce immediatamente all'ordine in quanto non approvava il matrimonio). In Topolino e l'elefante (1934) compare per la prima volta l'usuraio disonesto Eli Squick, che compra un elefante di nome Bobo per costringerlo a compiere lavori pesanti, ma Bobo per errore viene spedito a Topolino, da cui viene accudito per un certo periodo, finché Squick non gli ingiunge di restituirglielo. Alla fine Squick sarà costretto a rinunciare all'elefante vendendolo al circo. Eli Squick comparirà in altre due storie, come spalla di Gambadilegno. Nella successiva Topolino nel paese dei califfi ricompare Lupo insieme a Pietro. I due rubano al capitano Mastrorocco una gemma di proprietà del califfo, mettendolo nei guai. Se Topolino e i suoi amici (Pippo e Minni) non recupereranno la gemma in breve tempo, infatti, Mastrorocco verrà decapitato come punizione per essersi fatto rubare la gemma appartenente al califfo. Dopo aver sconfitto Pietro e Lupo e aver recuperato la gemma, essi riescono a fermare i boia del califfo appena in tempo, salvando così il povero Mastrorocco dalla decapitazione. Dopo questa storia, Lupo scomparirà per comparire solo in un'ultima occasione nel 1941.
Nella storia successiva, Topolino e Pluto corridore Topolino iscrive Pluto a corse per cani. Segue Topolino giornalista (1935), dove esordisce nelle strisce il personaggio di Paperino nel ruolo di strillone. In questa storia Topolino dirige un giornale e si trova a fronteggiare le minacce di Gambadilegno, il quale compie numerosi attentati ai danni del giornale perché non vuole che esso pubblichi informazioni compromettenti riguardanti le sue losche attività in collusione con le stesse autorità cittadine. In Topolino e il tesoro di Clarabella ricompare Eli Squick che corteggia Clarabella in quanto interessato a una mappa del tesoro nascosta nel solaio di Clarabella. Quando i suoi piani vengono smascherati, Eli Squick ricatta Clarabella annunciandole che si impadronirà della sua casa se non pagherà in tempo l'ipoteca. Per pagare l'ipoteca Topolino e Orazio decidono di andare in cerca del tesoro. Squick allora ingaggia Gambadilegno per impedire ai due di recuperare il tesoro in modo da assicurarsi tesoro e casa di Clarabella, ma non riescono nell'intento. Clarabella per sdebitarsi regala a Topolino nel giorno del suo compleanno (28 settembre 1935) una radio. Nella storia successiva Topolino, usando la radio in questione, capta un messaggio di SOS proveniente da una nave. Si reca allora immediatamente dal capitano Setter per avere maggiori informazioni al riguardo, e questi lo incarica di risolvere il mistero della sparizione delle navi e dei suoi equipaggi. Topolino e il meccanico Musone vengono tuttavia catturati dal pirata Orango, il quale è responsabile del rapimento degli equipaggi delle navi mediante l'artiglio magnetico. Topolino e Musone riescono comunque ad avere la meglio sul nemico assicurandolo alla giustizia.
Di ritorno dall'avventura contro Orango, Topolino si trova suo malgrado a dover accudire uno struzzo di nome Oscar, il quale lo indebita pesantemente a causa dei numerosi danni provocati. Per pagare i danni provocati da Oscar e così evitare la galera Topolino decide di iscriversi a una corsa nella speranza di vincere il primo premio. Topolino, cavalcando Oscar, riesce a vincere la corsa spuntandola sugli altri concorrenti, tra cui Paperino e Pippo. Tuttavia compare tal Tony Dinero, il quale rivendica il primo premio in quanto legittimo proprietario di Oscar. Dinero riceve così il primo premio, ma è poi costretto a pagare i danni provocati dallo struzzo essendone il legittimo proprietario. Non volendoli pagare, Dinero rinnega di esserne il proprietario, al che Topolino obietta che se è suo quando c'è il sole, rimane suo anche con la pioggia, citando peraltro una battuta comparsa precedentemente in una striscia di Braccio di Ferro.
In Topolino agente della polizia segreta, Topolino viene ingaggiato da Setter come agente segreto, con l'incarico di recuperare i piani rubati dalla spia Grillo Grifi. Topolino, pedinando Grifi, finisce in Africa, dove si recluta insieme a Grifi nella legione straniera. Scopre che Grifi è in combutta con Gambadilegno e alla fine riesce a recuperare i piani segreti e ad assicurare i due malviventi alla giustizia. In Topolino nella casa dei fantasmi (1936), il protagonista, insieme a Paperino e Pippo (trio che compare in numerosi cortometraggi dell'epoca), risolve il caso dei contrabbandieri mascherati da spettri che infestavano la casa del colonnello Bassett per indurlo ad andarsene e poter usare così la magione come covo per i loro loschi traffici. Questa è l'ultima storia in cui compare Paperino, in quanto il successo riscosso dall'iracondo papero convince lo studio Disney a dedicargli una tavola domenicale tutta per lui (Silly symphony featuring Donald Duck), facendolo sparire al contempo dalle strisce e dalle tavole domenicali di Topolino, dando così inizio alla separazione dell'universo dei paperi da quello dei topi. In Topolino e il mistero dell'uomo nuvola, il protagonista, con i soldi ricevuti dal colonnello Bassett, compra un aeroplano e con esso si imbatte nell'uomo nuvola, alias il professor Enigm, il quale ha scoperto come utilizzare l'energia atomica. Gambadilegno, tuttavia, con l'inganno cattura Enigm, Topolino e Pippo con l'intento di ottenere la formula dell'energia atomica per utilizzarla a loschi fini. Topolino, tuttavia, riesce a liberarsi e, dopo un epico duello, a sconfiggere il suo arcinemico. La storia si conclude con Enigm che, usando l'energia atomica, fa esplodere l'aeroplano di Gambadilegno e che lascia la Terra con l'intento di non divulgare al mondo la formula dell'energia atomica conscio che l'umanità non è pronta per questa scoperta e che verrebbe usata in maniera malvagia, per esempio in guerre. Nella storia compare per l'ultima volta nelle strisce Setter.
In Topolino e il gorilla Spettro (1937) Gambadilegno prende in prestito da Eli Squick una pistola perché vuole fare fuori l'odiato topastro ritenendolo responsabile dell'esplosione del suo aeroplano. Entrati di nascosto in casa di Topolino, Gambadilegno ed Eli Squick non portano a termine il delitto perché, origliando, scoprono che Topolino, Pippo, Minni, Mastrorocco e il gorilla Spettro partiranno alla ricerca di un tesoro nascosto in Africa. Travestiti da donne, Pietro e Squick partono anch'essi per l'Africa con l'intenzione di pedinarli e poi sottrarre loro il tesoro, non prima di aver ucciso Topolino. Alla fine tuttavia i cattivi, cannibali compresi, verranno sconfitti e gli eroi, recuperato il tesoro, torneranno a casa arricchiti. Nella successiva Topolino sosia di Re Sorcio, Topolino, mentre spende il denaro accumulato nell'avventura precedente comportandosi generosamente con i poveri, scopre di essere il sosia del monarca di una nazione europea, il quale è alquanto impopolare a causa del suo malgoverno. I ministri di re Sorcio propongono a Topolino e al monarca di scambiarsi i ruoli in maniera tale da permettere al re Sorcio di divertirsi nei locali e a Topolino di risollevare la situazione della monarchia. I due sosia accettano la proposta. Alla fine Topolino, nei panni di re Sorcio e con l'aiuto anche di Minni, sventerà un colpo di stato e risolleverà la situazione della monarchia, prima di restituire il potere al vero sovrano.
Segue Topolino e il mostro bianco in cui Topolino e Pippo si imbarcano in una baleniera alla caccia di una balena feroce e si trovano a dover di nuovo affrontare Gambadilegno. Nella successiva Topolino e la banda dei piombatori esordisce invece un nuovo nemico di Topolino, Giuseppe Tubi, insieme all'ispettore Manetta. Topolino, impoveritosi in seguito al crollo delle sue azioni in borsa, cerca lavoro e alla fine viene assunto come apprendista dall'idraulico Giuseppe Tubi. Contemporaneamente avvengono misteriosi furti proprio nelle case in cui ha lavorato Tubi, e Topolino comincia a sospettare del suo datore di lavoro, riuscendo infine a coglierlo in flagrante e ad assicurarlo alla giustizia insieme alla sua banda. La banda di Tubi si rivelerà infine essere una combriccola di ex attori teatrali incompresi dal pubblico, datisi alla rapina in seguito all'insuccesso sul palco.

Dal 1938 il personaggio subisce una evoluzione grafica nella quale gli occhi, inizialmente completamente neri, vengono dotati di pupille bianche. La cosa venne giustificata nella storia Topolino e Robinson Crusoe nella quale Topolino viene ingaggiato per fare un film e durante le riprese i suoi occhi vengono modificati; alla fine delle riprese i suoi occhi restano immutati e così vengono mantenuti nelle storie successive. Successivamente decide, in Pipposcampagnate, di passare qualche giorno al campeggio con Pippo e Tip e Tap mentre, nella storia successiva, esordisce Macchia Nera insieme al Commissario Basettoni. Gottfredson, ideatore del personaggio, insieme allo sceneggiatore Merrill De Maris, ha spiegato in un'intervista le origini del criminale: 
(Floyd Gottfredson)
Macchia Nera, nella sua prima e unica apparizione nelle strisce, è più malvagio di come sarà invece caratterizzato nelle storie successive, tentando di uccidere Topolino tre volte con sofisticati macchinari letali tali da essere censurati in molte ristampe statunitensi.
Seguono storie di vita quotidiana come Topolino e la lampada di Aladino, Topolino e il selvaggio Giovedì, Topolino e l'illusionista e Topolino agente di pubblicità che si alternano a quelle avventurose come Topolino e la barriera invisibile, Topolino e i topi d'albergo e Topolino all'età della pietra. In Topolino e il boscaiolo, Gambadilegno appare per la prima volta con entrambe le gambe in quanto ha fatto sostituire quella di legno con una protesi coperta dai pantaloni e dalla scarpa. Secondo Gottfredson:
Tuttavia nelle storie a strisce successive la gamba di legno ricomparirà sporadicamente. Nelle storie di questo periodo fanno la loro apparizione numerosi personaggi tra cui Bubbo e il Dr. Ossivecchi; inoltre ricompare, dopo anni di assenza, Lupo, in Topolino e il boscaiolo.

### Seconda guerra mondiale (1942-1946)
I primi riferimenti alla seconda guerra mondiale appaiono in Topolino e il boscaiolo (1941) ma è dalla storia Topolino e il corvo (1942) che le vicende belliche iniziano a incidere nella vita dei protagonisti: infatti Topolino e Pippo, non ritenuti idonei al servizio militare, decidono di contribuire ugualmente andando a coltivare i campi. Dopo questa storia, che vede l'addio dell'abile sceneggiatore Merril De Maris, iniziano sei mesi di strisce auto-conclusive comiche dove i nipoti di Topolino, Tip e Tap, apparirono più frequentemente: essi sono protagonisti insieme allo zio della breve storia Topolino - Vacanza incivile (dal 31 maggio al 26 giugno 1943), che sarà anche l'ultima in cui compare Tap (Ferdie), perché Gottfredson ritenne che «i due gemellini assomigliavano troppo ai nipotini di Paperino, così decisi di eliminare Tap per sviluppare meglio la personalità di Tip, facendone una specie di genietto della meccanica». Tap scomparve anche dalle tavole domenicali: l'ultima fu quella del 19 dicembre 1943.

Con la storia Un'avventura di Topolino nella seconda guerra mondiale debutta come sceneggiatore Bill Walsh con una storia bellica che vede come antagonisti spie e agenti nazisti infiltrati a Topolinia. Nella striscia del 26 ottobre 1943, facente parte della storia Topolino e la cassetta elettronica, Tip appare per la prima volta senza il fratello e senza grembiule. Gottfredson ricorda:
Tap, tuttavia, continuò a essere impiegato nelle storie prodotte appositamente per i comic book. Diverse storie del periodo 1943-1944 - Un'avventura di Topolino nella seconda guerra mondiale, Topolino nella seconda guerra mondiale, Topolino e gli orfani di guerra, Topolino e Pluto eroe -  sono ad argomento bellico, con Topolino che affronta spie e agenti nazisti. Ben presto però i riferimenti alla guerra scompaiono. La storia Topolino e le meraviglie del domani (1944) è l'ultima in cui Topolino indossa i classici pantaloncini, che peraltro vengono mostrati esplicitamente soltanto nelle prime strisce della storia, antecedenti al viaggio nel futuro sognato da Topolino; infatti, non appena Topolino finisce nel futuro, si trova improvvisamente addosso camicia e pantaloni lunghi (evidentemente il suo abbigliamento futuristico) al posto dei classici pantaloncini indossati fino all'istante precedente. I pantaloncini corti non compariranno più nelle storie successive, a partire da Topolino e la casa misteriosa (1944-45), in cui Topolino indossa camicia e pantaloni lunghi fin dalla prima striscia. A quest'ultima storia segue un anno di strisce auto-conclusive con unica eccezione la storia lunga Topolino e Billy il topo (1945). Seguono, nel periodo 1946-1947, una serie di avventure brevi bisettimanali, fino all'introduzione di Eta Beta.
Una caratteristica del Topolino di Walsh è che, a differenza del Topolino degli anni trenta, sempre alla ricerca dell'avventura, lui vorrebbe vivere una vita tranquilla da borghese ma si trova suo malgrado a subire l'avventura, anche a causa di personaggi che, pur di ottenere il suo aiuto, non esitano a rapirlo o a coinvolgerlo con l'inganno (come Eta Beta, Gas e Giac e Wing Ding). Altra caratteristica delle storie di Topolino di Walsh, fin dal primo periodo, sono le atmosfere fantastiche o fantascientifiche, a tratti inquietanti, che si possono riscontrare già ad esempio in Topolino e la cassetta elettronica, Topolino e l'isola della morte, Topolino e le meraviglie del domani e Topolino e la casa misteriosa.

### La saga di Eta Beta (1947-1950)
Nel settembre 1947, con l'avvicinarsi del ventesimo anniversario di Topolino, Walsh e Gottfredson decisero di introdurre nella striscia un nuovo personaggio che avrebbe funto da coprotagonista: l'uomo del futuro Eta Beta (Eega Beeva). L'introduzione del nuovo personaggio fu annunciata da una striscia promozionale. Topolino in una caverna incontra Eta Beta, un uomo proveniente dall'anno 2447 con doti fuori dal comune: mangia cibi strani, ha un cane che costringe gli altri a dire la verità - il gangarone Flip - e mette la P davanti a molte parole. Eta Beta comincia a vivere insieme a Topolino, e nei primi mesi gli autori si limitano a realizzare avventure quotidiane in cui vengono introdotte poco alla volta le bizzarrie e le straordinarie capacità dell'uomo del futuro, nonché la sua diversità che gli crea non pochi problemi di integrazione.
A partire dall'invenzione dell'atombrello per mano di Eta Beta, cominciano le avventure di più ampio respiro. L'atombrello è in grado di proteggere da tutte le armi, compresa la bomba atomica, e per questo motivo un nuovo temibile nemico, la Spia Poeta (in originale The Rhyming Man in quanto si esprime in rima), tenta di rubarla per loschi fini. Sconfitta la Spia Poeta e tornati a casa, Topolino tenta di convincere Eta Beta a smettere di realizzare invenzioni potenzialmente pericolose e di cominciare a comportarsi come tutti gli altri, ma l'uomo del futuro, considerato dalle autorità un soggetto potenzialmente pericoloso, viene addirittura processato salvo poi essere scagionato. Successivamente Flip viene rapito da Gambadilegno che ne approfitta per ricattare Eta Beta e renderlo così suo complice. Per fortuna Topolino, notando il comportamento sospetto di Eta Beta e seguendolo di nascosto, riesce a scoprire tutto e a far arrestare Pietro. Nelle storie successive Topolino ed Eta Beta vivono una avventura nello spazio, per poi andare in vacanza del Far West e sgominare una banda di criminali locale. Di ritorno dal Far West, si trovano a dover sgominare la Banda della Morte, un'associazione a delinquere retta da un insospettabile magnate che per copertura fa il benefattore. Infine Topolino ed Eta Beta partono per il Vecchio Mondo alla ricerca del tesoro di Mook finendo per scontrarsi di nuovo con Gambadilegno, questa volta al servizio dei sovietici (in una vignetta viene anche visualizzata la cortina di ferro). Per paura che il personaggio mettesse in ombra Topolino, si decise di farlo ritornare a casa, nel futuro, al termine della storia Eta Beta e il tesoro di Mook.

### Avventure di viaggi (1950-1953)
Nella storia successiva alla partenza di Eta Beta compaiono a Topolinia Gas e Giac, i topi già comparsi nel lungometraggio di Cenerentola. I due portano Topolino nella Topolitamia, un regno oppresso dalla Maschera di ferro. Dopo aver rovesciato il tiranno, Topolino affronta un lungo viaggio di ritorno a Topolinia corrispondente a due storie: nella prima esplora l'oceano scoprendo una città sommersa popolata da uomini pesce, nella seconda, giunto in Africa, rischia la vita perché punto dalla mosca tze tze. Ritornato a casa, scopre che Pippo è diventata una star del cinema ma si è montato la testa diventando intrattabile, complice anche l'intervento di un ipnotizzatore che gli aveva modificato la personalità; per farlo uscire dallo stato di ipnosi, Topolino decide di sabotare la sua carriera di attore riuscendo infine a farlo tornare in sé. Nelle avventure successive deve dapprima affrontare un fantasma, poi effettua un viaggio nel tempo con uno zio strambo di Pippo, poi diventa ricco perché ha trovato l'anello di Re Mida; successivamente, ritornato povero e indebitato, è costretto ad andare alla ricerca di un tesoro in modo da pagare i debiti; in questa storia appare per l'ultima volta Gambadilegno, anche lui alla ricerca del tesoro. Tornato a Topolinia e pagati i debiti, Topolino vive con Pippo un'altra avventura in zone lontane, con ambientazioni fantasy, trovandosi in un mondo ispirato al Mago di Oz. Di ritorno da questa avventura, in Topolino contro Topolino il protagonista scopre che tutti lo evitano o lo trattano in maniera scortese; ciò è dovuto al fatto che durante la sua assenza un suo sosia, il criminale Miklos, detto anche Topo Grigio, si era fatto passare per lui, con l'intenzione di ucciderlo e prenderne il posto. Una volta sconfitto Miklos, Topolino viene colpito dal singhiozzo; dunque, per curarlo, si reca in Irlanda dove finisce in un regno incantato popolato da folletti. Di ritorno dall'Irlanda, nella storia Topolino e il gorilla Umbrage si occupa di un gorilla molto colto. Successivamente visita il centro della Terra in Topolino e il terraplano (1954). Tornato a casa dal centro della Terra tramite un geyser, resterà nelle storie successive sempre a Topolinia.

### Storie quotidiane (1954-1955)
Tornato a Topolinia al termine dell'avventura ambientata al centro della Terra, Topolino inizia una serie di storie di ambientazione cittadina, alcune di carattere domestico (Topolino e lo zio in ozio, Topolino e Pluto innamorato, Topolino e il ritorno di Davy Crockett), altre più avventurose (Topolino e l'orfanello riformato, Pippo cervello del secolo). Topolino trova fuori di casa un neonato che si scoprirà essere un bambino più grande, Lino Valelapena (Leavenworth), che vuole svaligiargli la casa; il bambino ladro viene ricercato da una banda di criminali che gestiscono un parco giochi e che lo avevano rapito anni prima, ma questi ultimi vengono sgominati da Tip e i suoi amici boy scout. Nel finale della storia, Leavenworth ritrova la madre e passa una vacanza insieme a Tip. Topolino si sente solo e ingaggia delle babysitter per giocare con loro a bridge. Un giorno trova in casa zio Gudger (Balatrone, detto lo zio in ozio), un suo amico indiano e i suoi animali; lo zio darà parecchi problemi a Topolino, che, per aiutarli, costruisce una casa per anziani dove possano alloggiare. Dopodiché Topolino si mette alla ricerca di Pippo, misteriosamente scomparso, e scopre che, a causa di un colpo in testa, ha perso la memoria ed è diventato un genio ingaggiato dal governo; un miliardario di bassa statura, pur di completare la sua collezione di animali nani, tenta di rubare una mucca nana clonata da Pippo ma viene sconfitto e Pippo ritorna come prima recuperando la memoria ma perdendo il suo genio. Alla fine della storia Topolino scopre che Tip è scomparso e Pluto si innamora di una cagna. Segue Topolino e il ritorno di Davy Crockett dove un ragazzino di nome Davy è convinto di essere Davy Crockett. Walsh decide di sfruttare il successo dell'eroe della frontiera introducendolo indirettamente nella striscia; nella storia viene anche introdotto il grillo parlante di Pinocchio (Jiminy Cricket), che ora si veste come Davy Crockett e per questo motivo ha cambiato il nome in Jiminy Crockett (Grillo Crockett); la storia si conclude con il bimbo che è costretto a frequentare la scuola. A partire dal giorno successivo le strisce diventano auto-conclusive.

### Strisce autoconclusive di Gottfredson (1955-1975)
Così Gottfredson spiega le ragioni della fine delle storie lunghe di Topolino, sostituite da strisce autoconclusive a partire dal 5 ottobre 1955. Inizialmente alcune strisce del 1955 hanno comunque un debole filo conduttore, come per esempio la sequenza di cinque strisce consecutive in cui appare l'orso di Davy che crea vari problemi a Topolino e le tre strisce consecutive in cui Dumbo fa visita a Topolino. Nelle strisce del 1956 esordisce Gancio il dritto, già comparso in numerose tavole domenicali; Walsh e Gottfredson introducono altri nuovi personaggi tra cui un cugino di Pippo forzuto di nome Farlocco, un discolo nipote di Minni di nome Vispetto e un presunto extraterrestre che compare in alcune strisce del 1957 senza spiegare però da dove viene. Nel 1958, in seguito al successo del telefilm Zorro, in alcune strisce compare un ragazzino travestito da lui chiamato Li'l Zorro, Piccolo Zorro. Molte strisce della seconda metà degli anni cinquanta riguardano ladri maldestri che tentano di svaligiare la casa di Topolino, piazzisti imbroglioni che tentano di vendere merce scadente e gag riguardanti Pluto, Minni, Tip e Pippo.
Gottfredson continuò a disegnare le strisce di Topolino fino al 1975, anno in cui venne sostituito da Arámbula.

## Edizione italiana

### Esordio
La serie a fumetti a strisce giornaliere di Topolino esordirono in Italia già nel 1930, sul settimanale L'illustrazione del popolo, dove venne attribuita la creazione del personaggio al solo Ub Iwerks; la striscia venne pubblicata sul settimanale per tutto il 1930 per poi interromperne definitivamente la pubblicazione. Nel 1931 furono pubblicate da Il popolo di Roma delle storielle apocrife realizzate da Guglielmo Guastaveglia, molte delle quali riprendono situazioni tratte dalle strisce giornaliere originali (vengono ridisegnate in particolare alcune gag tratte da Topolino nell'isola misteriosa, Topolino nella valle infernale, Topolino contro il gatto Nipp e Topolino domatore e saltimbanco).
La Casa Editrice Nerbini, sull'onda del successo dei cortometraggi animati, nel 1932 fece esordire una pubblicazione settimanale nel formato del Corriere dei Piccoli, dedicata al personaggio, Topolino, che non presentava però l'edizione originale delle strisce ma storie apocrife con didascalie in rima disegnate da Giove Toppi; a causa delle proteste del concessionario italiano di Mickey Mouse, la testata venne modificata in Il Giornale di Topo Lino, e incentrata sul personaggio di Topo Lino, realizzato da Giove Toppi e Gaetano Vitelli; acquisiti però i diritti regolarmente, la testata venne ripristinata ma continuarono le storie di Toppi. Le storie ufficiali del personaggio della Disney esordirono nel n. 7, nel febbraio 1933, con didascalie e nuvolette. Contemporaneamente la Nerbini pubblicò una seconda testata incentrata sul personaggio come supplemento alla principale per smaltire il grande quantitativo di materiale Disney disponibile. Fu proprio nel supplemento che nel 1934 venne pubblicata per la prima volta in versione organica (anche se non integrale) la prima storia a fumetti di Topolino, Topolino nell'isola misteriosa. Curiosamente Nerbini, l'editore che pubblicava all'epoca il giornale, fece aggiungere alla storia nuove strisce realizzate appositamente per la pubblicazione sul supplemento da Giorgio Scudellari, al fine di correggere alcune incongruenze della storia. Per il tratto molto simile a quelle originali, le strisce aggiunte da Scudellari passarono indenni le successive ristampe italiane tra cui il Topolino d'oro.
Nel luglio del 1935 la Nerbini cede i diritti alla Mondadori che subentra come editore della testata sopprimendo dopo poco la serie dei supplementi. Sotto la gestione Mondadori furono pubblicate per la prima volta molte delle strisce quotidiane del periodo 1930-1932 antecedenti Topolino e Orazio nel castello incantato (di quel periodo Nerbini aveva pubblicato soltanto Topolino nell'isola misteriosa e alcune gag isolate). Queste storie più arcaiche furono pubblicate sulle testate Gli albi d'oro e Nel regno di Topolino, anche se con alcuni tagli e manipolazioni, mentre Topolino formato giornale pubblicava le storie a strisce più recenti, inizialmente in bianco e nero e al ritmo di cinque strisce alla settimana. Nel corso del 1936 si passò a sei strisce alla settimana, di cui quattro pubblicate in prima pagina a colori e altre due in seconda pagina insieme al riassunto. A partire dal numero 218 del 25 febbraio 1937 e fino ai primi mesi del 1939, tuttavia, Topolino soppresse la continuazione della puntata a pagina due pubblicando in prima pagina solo (in media) tre strisce e un quarto per volta, rimontate su quattro righe, rallentando vistosamente il ritmo di pubblicazione rispetto agli Stati Uniti (dove uscivano sei strisce alla settimana). Nel 1939, proprio per recuperare il ritardo accumulatosi nel frattempo, la Mondadori decise di pubblicare due (nel numero 343 addirittura tre) storie inedite per volta, per un totale di dieci strisce alla settimana (cinque per storia). Dal 1939 al 1941 la Mondadori riprese dunque a pubblicare le strisce di Topolino nel loro formato originale, non rimontate, al ritmo di cinque strisce alla settimana. Nel gennaio 1942, a seguito di imposizioni del regime fascista, la redazione di Topolino e di tutte le altre testate furono costretti a rimuovere dalle storie a fumetti tutte le nuvolette, spostando i dialoghi in apposite didascalie nella parte inferiore della vignetta. Le ultime puntate di Topolino e l'illusionista furono dunque pubblicate private delle nuvolette.
Durante la guerra, a seguito di imposizioni del regime fascista, venne vietata la pubblicazione di materiale americano e quindi, dal n. 478 del 10 febbraio 1942, le strisce originali di Topolino vennero sostituite da quelle di Tuffolino, scritte da Federico Pedrocchi e disegnate prima da Pierlorenzo De Vita e poi da Gustavo Petronio. La prima storia del nuovo personaggio, Tuffolino agente di pubblicità, era in realtà Topolino agente di pubblicità dalla quale vennero eliminati i riferimenti ai personaggi Disney modificandone i nomi - Topolino divenne Tuffolino, Minni Mimma e Clarabella Clara - e vennero ritoccati tutti personaggi per renderli umani e non più animali antropomorfi mentre i dialoghi e gli sfondi rimasero gli stessi della storia originale. Una volta finito il materiale originale, vennero realizzate storie originali di Tuffolino che continuarono a essere pubblicate fino al 1943, quando il giornale sospese le pubblicazioni per motivi bellici. Nel dopoguerra (1945), caduto il regime, la testata riprese le pubblicazioni con storie originali della Disney.
Le strisce di Gottfredson pubblicate nel secondo dopoguerra sul Topolino giornale, nonostante il formato tabloid della testata non rendesse necessario il loro rimontaggio, non furono esenti da modifiche quali tagli di vignette (spesso attuato per far posto al titolo della storia), sfasamenti (che facevano sì che in diversi casi una riga di vignette non corrispondesse esattamente a una striscia originale) e modifiche ai disegni originali di Gottfredson ad opera dei disegnatori della redazione, tra cui Michele Rubino. In Topolino e il mistero delle collane, ad esempio, alcuni personaggi vengono aggiunti nelle vignette o ridisegnati da Rubino, tra cui (citando testualmente Becattini) «uno strano Pippo "deformato"». Molte delle avventure a strisce bisettimanali del periodo 1946-1947 furono pubblicate negli albi tascabili di Topolino, subendo alcune alterazioni. Essendo una singola storia bisettimanale troppo breve per riempire l'intero albo tascabile, infatti, la Mondadori decise di pubblicare sulla testata due storie bisettimanali per volta, fuse in un'unica narrazione coerente mediante la modifica dei dialoghi originari in modo da collegare le due storie originarie e farle passare per la stessa storia. Le storie dal 1947 al 1955, dall'esordio di Eta Beta alla storia del Piccolo Davy, furono pubblicate principalmente sul Topolino libretto tra il 1949 e il 1956, in versione rimontata (mediamente sei vignette per pagina, disposte su tre righe). Alcune di esse furono tuttavia pubblicate sugli Albi d'oro.
Edizioni critiche delle strisce di Gottfredson cominciarono ad essere pubblicate a partire dagli anni settanta, a partire dalla collana Il Topolino d'oro, che tuttavia si fermava al gennaio 1945, saltando anche alcune storie minori del periodo bellico all'epoca ancora inedite in Italia. Inoltre, nemmeno l'edizione del Topolino d'oro era perfetta, a causa dell'assenza di alcune strisce o vignette e del rimontaggio di alcune altre. Fu Topolino collezione ANAF negli anni ottanta a pubblicare la serie integrale delle strisce dal 1930 al 1955, tra cui anche alcuni inediti (ad esempio Topolino e gli orfani di guerra e Topolino e Pluto innamorato); il volume finale della collana, inoltre, pubblicò anche le strisce autoconclusive dal 5 ottobre 1955 al 5 gennaio 1957. Successivamente, negli anni novanta, furono pubblicate nella collana New Comics Now dell'editore Comic Art le annate dal 1944 al 1950 e dal 1957 al 1975 delle strisce di Gottfredson in versione integrale, con le strisce lasciate in bianco e nero, e con traduzione filologica (a parte la scelta di mantenere l'adattamento dei kumquat in naftalina). Le strisce dal 1930 al 1940 furono invece pubblicate dalla Comic Art nella testata Gertie Daily. Alla fine degli anni 80' quasi tutte le storie di Gottfredson furono pubblicate in allegato al quotidiano romano Il Messaggero in versione non rimontata. Sulla testata Topomistery negli anni novanta furono pubblicate in versione non rimontata, ruotate di 90 gradi e in bianco e nero, molte delle storie del duo Walsh-Gottfredson (periodo 1943-1955), e anche due storie del periodo pre-Walsh, sceneggiate da De Maris (Topolino all'età della pietra e Topolino agente di pubblicità). Nel 2010 fu inoltre pubblicata, in allegato al Corriere della sera, la collana Gli anni d'oro di Topolino, che pubblicò tutte le strisce giornaliere e le tavole domenicali realizzate da Gottfredson tra il 1930 e il 1975, ricolorandole tuttavia. Tra il 2012 e 2013 la Rizzoli Lizard pubblicò la traduzione in italiano dei primi due volumi della Floyd Gottfredson Library della Fantagraphics, interrompendo poi la collana (e dunque pubblicando integralmente in bianco e nero e non rimontate le sole strisce quotidiane dal 13 gennaio 1930 al 9 gennaio 1934).

### Adattamenti infedeli
Nell'originale statunitense Eta Beta mangiava kumquat, cioè mandarini cinesi sottaceto. Poiché però tale frutto era praticamente sconosciuto in Italia, nell'edizione italiana si pensò di renderlo con naftalina. Tale adattamento generava anche delle incongruenze, per esempio in una storia compare una pianta di naftalina, al posto dell'originale pianta di mandarini. Nonostante ciò tale adattamento ebbe successo rimanendo anche nelle successive edizioni più filologiche. I curatori della collana Gli anni d'oro di Topolino, Luca Boschi e Alberto Becattini, pur spiegando nelle introduzioni alle storie che Eta Beta nell'originale mangiava kumquat, decisero di mantenere l'originale traduzione perché ormai era stata assimilata nell'immaginario collettivo.

### Produzione di strisce originali
Alcuni mesi dopo la fine delle lunghe storie a strisce, sostituite da auto-conclusive, in Italia apparvero nuove storie con protagonista Topolino, tra cui Topolino e il mistero di Tapioco VI (1956), che ricordavano molto le strisce giornaliere di Gottfredson. Tra le analogie con le storie di Walsh e Gottfredson si annoverano il ritmo tipico di una storia a strisce (una gag ogni tre/quattro vignette), lo stile di disegno molto simile, la firma "Walt Disney" che compariva in alcune vignette, e le scritte dei negozi in inglese invece che in italiano. Per questi motivi molti lettori dell'epoca pensarono che queste nuove avventure venissero realizzate negli Stati Uniti dagli stessi autori delle strisce di Topolino pubblicate in precedenza rimontate. In realtà tali storie erano realizzate da un autore italiano, Romano Scarpa, che decise di emulare lo stile delle storie a strisce di Topolino, in modo che potessero essere scambiate per storie di Gottfredson. Scarpa affermò in seguito:
(Romano Scarpa)
Negli anni novanta Scarpa realizzò per davvero storie nel tipico formato a strisce - Topolino e l’enigma di Brigaboom, Topolino e la banda dello sternuto, Topolino in: Ciao Minnotchka e Topolino e gli uomini vespa - le quali vennero pubblicate a puntate su Topolino rispettando lo schema dei fumetti a strisce.